# Lèze
A Lèze folyó Franciaország területén, a Ariège  bal oldali mellékfolyója.

## Földrajzi adatok
A folyó Ariège megyében a Montégut-Plantaurelnél ered, és Labarthe-sur-Lèze városkánál, Haute-Garonne megyében torkollik az Ariège-be. Hossza 70,2 km.

## Megyék és városok a folyó mentén
- Ariège: Pailhès, Saint-Ybars , Lézat-sur-Lèze
- Haute-Garonne: Saint-Sulpice-sur-Lèze, Labarthe-sur-Lèze